# VFC-12
El Fighter Squadron Composite Twelve (VFC-12) es un escuadrón de caza de la Reserva Naval de los Estados Unidos con base NAS Oceana, que se encarga de proporcionar entrenamiento con adversarios a las distintas alas de la costa este. Apodados "Fighting Omars", es el único escuadrón de la Reserva Naval presente en NAS Oceana, y está compuesta por reservistas seleccionados, reservistas a tiempo completo y personal en activo.
La señal de llamada de la unidad es "Ambush" y su código de cola es AF. Los aviones del escuadrón, utilizan un patrón de camuflaje único en azul.

## Historía
Tres escuadrones recibieron la designación VC-12. El tercero de ellos, fue redesignado como VFC-12. Oficialmente, la Armada de los Estados Unidos no reconoce la continuidad en la línea temporal con los escuadrones dados de baja cuando se forma un nuevo escuadrón con la misma designación, sin embargo, a menudo los nuevos escuadrones asumen los apodos, insignias y tradiciones de los escuadrones que usaron el mismo nombre.

### Primer  VC-12
Fue asignado el 6 de octubre de 1943 en NAS Sand Point, Seattle, Washington. El escuadrón operaba aviones Grumman F4F Wildcat y TBM-1 Avenger a bordo del portaaviones de escolta USS Card en el Pacífico occidental hasta que el portaaviones cambió su puerto base por la estación naval de  Norfolk, Virginia en 1944. En el teatro de operaciones del Atlántico, la unidad realizó vuelos de combate contra U-Boote alemanes, quedando registrados 34 enfrentamientos. La unidad fue dada de baja el 7 de junio de 1945.

### Segundo VC-12
El 1 de septiembre de 1948 fue vuelta a crear con base en la estación naval de Norfolk, operando TBM-3 "Avengers" con la flota de portaaviones del Atlántico. Durante la guerra de Corea participó en combate operando desde el USS Bon Homme Richard. Fue dado de baja el 9 de septiembre de 1953.

### Actual VFC-12

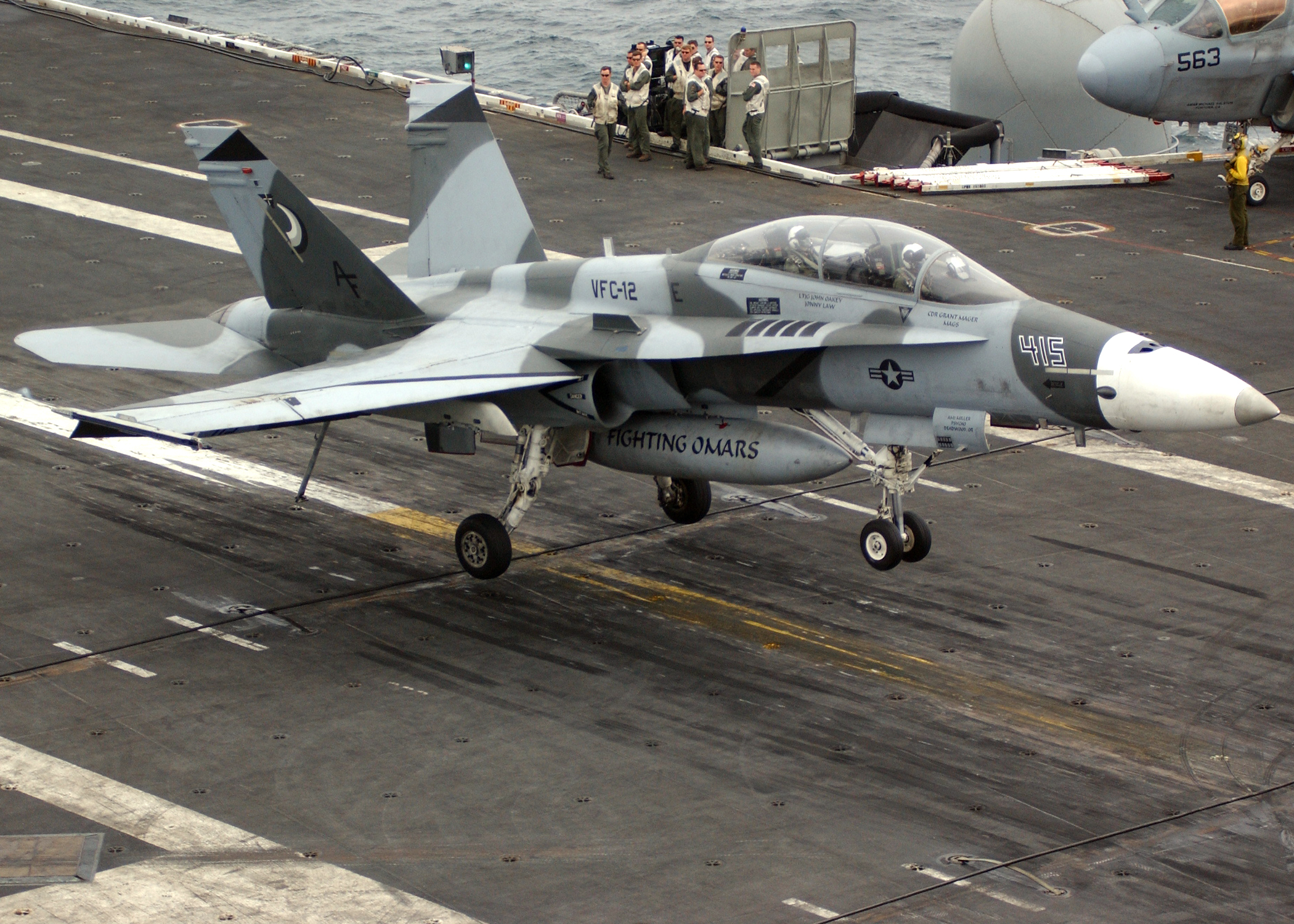
F/A-18B del VFC-12 apontando sobre el portaaviones USS Ronald Reagan en 2005.

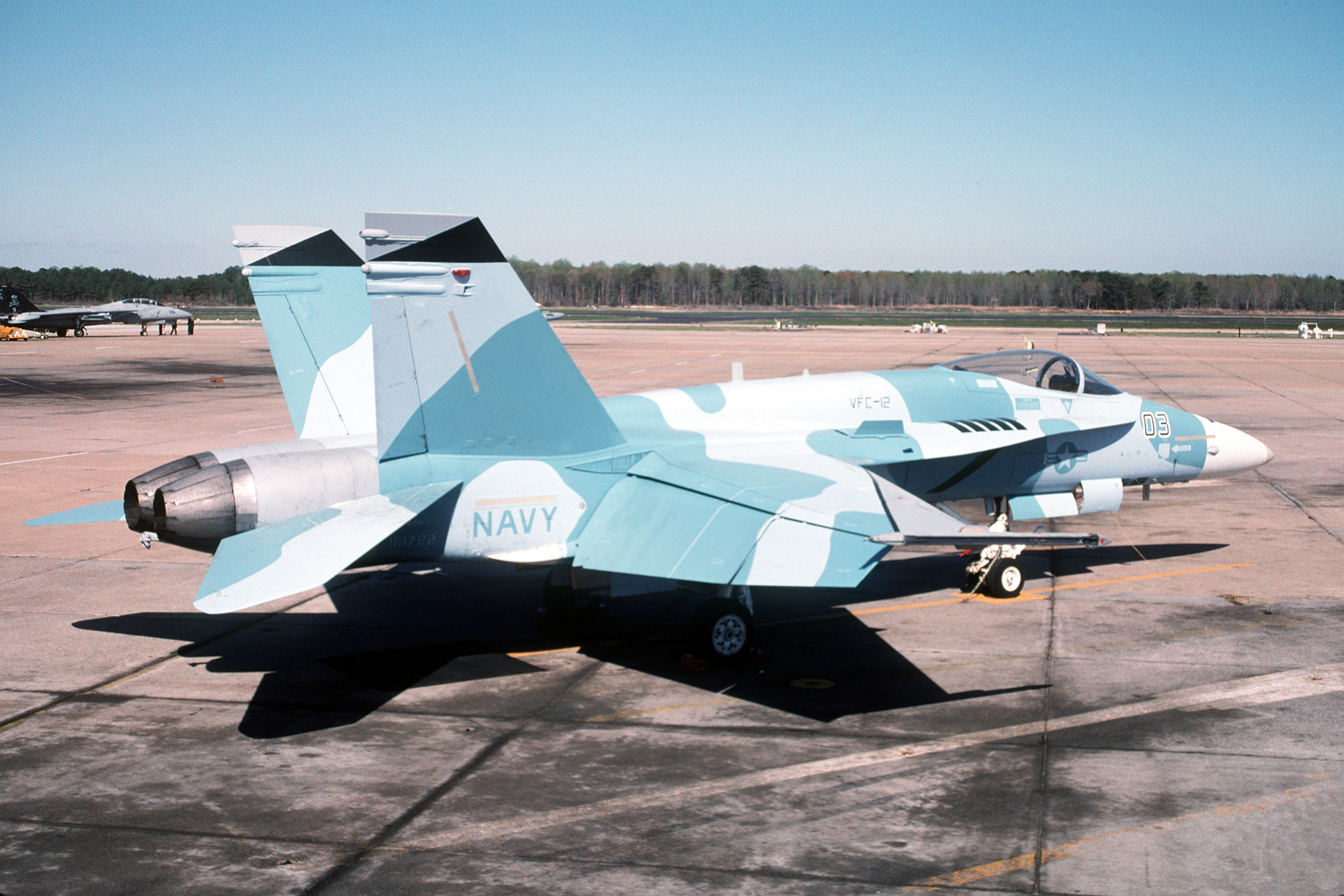
F/A-18B del VFC-12 utilizando un patrón de camuflaje similar al de los Sukhoi Su-27 rusos a los que emulan durante sus ejercicios.

El 1 de septiembre de 1973, en la NAF de Detroit, Míchigan fue puesto en servicio como VC-12, operando cazas monoplaza A-4 Skyhawk y un biplaza TA-4J para múltiples misiones de apoyo, incluidas intercepción y entrenamiento asimétrico y combate aéreo maniobrado (ACM) para las unidades de la flota del Pacífico.
En 1975, el VC-12 fue trasladado a su actual base en NAS Oceana, Virginia Beach, Virginia. En junio de  1988, VC-12 fue redesignado como Fighter Squadron Composite Twelve (VFC-12), lo cual describe su misión como entrenador de combate aéreo asimétrico.
En 1994 la unidad empezó a utilizar los modelos A-B del F/A-18 Hornet. En 2004 los modelos A fueron actualizados a la versión A+, que incluía la actualización de la computadora de misión y las capacidades de armamento. En 2006 el VFC-12 comenzó a cambiar estos modelos  F/A-18 A+, que comenzaban a acusar fatiga en el gancho de frenado, por F/A-18C procedentes del VFA-87.

## Misión
El objetivo principal del escuadrón es el apoyo al Programa de Preparación Avanzada de Cazas de Combate (SFARP, Strike Fighter Advanced Readiness Program en inglés), que capacita a operativos de la flota de escuadrones de AF-18. Se trata de un ejercicio intenso de entrenamiento de tres semanas, realizado por la escuela de las armamento de cazas de combate del Atlántico (Strike Fighter Weapons School Atlantic en inglés), que permite a las tripulaciones de la flota de cazas de combate perfeccionar sus habilidades de combate contra un adversario acreditable antes de ser desplegado. Los "Omars" a menudo están desplegados un promedio superior a los 200 días al año.